# Clusiodes phrenzinus
Clusiodes phrenzinus är en tvåvingeart som beskrevs av Caloren och Marshall 1998. Clusiodes phrenzinus ingår i släktet Clusiodes och familjen träflugor.
Artens utbredningsområde är Venezuela. Inga underarter finns listade i Catalogue of Life.